# Page McConnell
Page Samuel McConnell (Filadelfia, 17 maggio 1963) è un tastierista statunitense.

## Biografia
Suo padre, il dott. Jack B. McConnell, lavorò ai McNeil Laboratories e contribuì a sviluppare il Tylenol. Successivamente avviò una clinica gratuita retta da lavoratori sanitari in pensione a Hilton Head, in Carolina del Sud.
McConnell passò un anno alla Gill St. Bernards High School, a Gladstone, New Jersey, prima di trasferirsi. Passò l'ultimo anno di liceo alla Lawrence Academy a Groton (Massachusetts), dopodiché frequentò la Southern Methodist University dall'autunno 1982 alla primavera 1984. Quello stesso autunno, McConnell si trasferì al Goddard College dove si sarebbe laureato nel dicembre 1987. Qui incontrò il suo mentore, Karl Boyle, sotto la cui guida scrisse la sua tesi "The Art of Improvisation".
McConnell si unì ai Phish nel 1985 e partecipò al suo primo spettacolo ufficiale il 25 settembre dello stesso anno. McConnell scrisse quattro canzoni originali dei Phish — "Cars Trucks Buses," "Magilla," "Army of One" e "In a Hole" — e fu coautore di 11 altre canzoni del gruppo.